# Oxalis xiphophylla
Oxalis xiphophylla là một loài thực vật có hoa trong họ Chua me đất. Loài này được Baker mô tả khoa học đầu tiên năm 1883.